# 茨城県道232号市毛水戸線

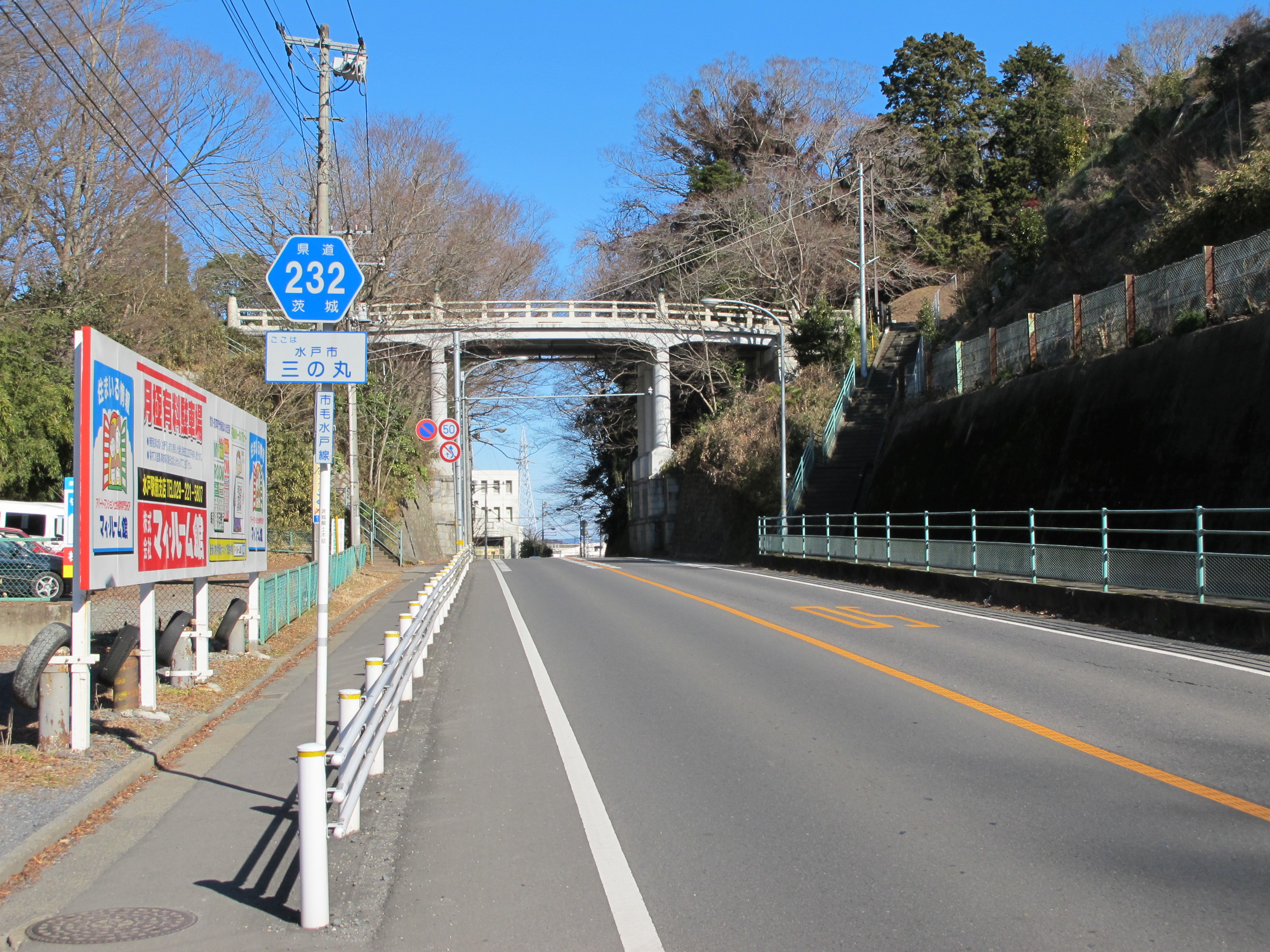
茨城県道232号市毛水戸線
水戸市三の丸（2014年1月）
正面の白い橋は水戸城跡二の丸と弘道館とを渡す大手橋

茨城県道232号市毛水戸線（いばらきけんどう232ごう いちげみとせん）は、茨城県ひたちなか市市毛から水戸市に至る県道である。

## 概要
茨城県ひたちなか市枝川・市毛の枝川立体交差点で国道6号水戸バイパスより分岐し、那珂川に架かる水府橋を渡り、水戸駅北口前の国道51号交点に至る一般県道である。
かつては国道6号の一部であったが水戸バイパス開通により1971年（昭和46年）4月30日県道格下げ、建設省所管から茨城県へ移管となった。国道としての役目を終えた後も水戸市中心部に直通できるという利便性もあり、現在も水戸市近郊の地域とを結ぶ動脈となっている。

### 路線データ
- 起点：ひたちなか市市毛（国道6号交点〈枝川立体交差点〉）[注釈 1]
- 終点：水戸市三の丸一丁目（国道51号交点〈三の丸1丁目交差点〉）[注釈 2]
- 総延長：2.882 km[2]
- 重用延長：0.045 km[2]
- 未供用延長：なし[2]
- 実延長：2.837 km[2]
- 自動車交通不能区間延長[注釈 3]：なし[2]

## 歴史
1971年（昭和46年）4月30日、新たな一般県道として、勝田市大字市毛（現・ひたちなか市市毛）を起点とし、水戸市の終点まで至る当時国道6号であった区間を茨城県が県道路線認定した。
1995年（平成7年）に、整理番号変更により現在の整理番号232となり、現在に至る。

### 年表
- 1971年（昭和46年）4月30日：当時の国道6号現道が県道へ格下げされ、新たな一般県道として県道市毛水戸線（勝田市大字市毛 - 水戸市、整理番号386）が認定される[3]。
- 1995年（平成7年）3月30日：整理番号386から現在の番号（整理番号232）に変更される[4]。
- 2001年（平成13年）3月1日：ひたちなか市枝川の区間が、通行する車両の最大重量限度25トンの道路に指定される[5]。
- 2004年（平成16年）2月26日：水府橋を改築する道路区域が決定する[6]。
- 2009年（平成21年）4月1日：ひたちなか市大字枝川の一部区間を、通行車両の高さの最高限度4.1mの道路に指定[7]。
- 2011年（平成23年）4月14日：水戸市水府町地内のJR水郡線と立体交差化し踏切道を廃止[8]。
- 2013年（平成25年）4月1日：ひたちなか市市毛 - 同市枝川の区間を、通行車両の高さの最高限度4.1mの道路に指定[9]。
- 2013年（平成25年）10月31日：老朽化した旧・水府橋の架け替え工事が完了し、新しい水府橋が供用開始される[10][11]。

## 路線状況
道路法の規定に基づき、水戸市三の丸2丁目（水戸市道交差） - 同（三の丸交差点）間は、緊急輸送道路として機能を維持するため、災害発生時の被害拡大防止を目的に道路用地内に電柱を建てることが制限されている。

### 道路施設
- 新早戸橋（早戸川、ひたちなか市大字枝川）
- 早戸橋（鳴戸川、ひたちなか市大字枝川）
- 水府橋（那珂川、水戸市水府町 - 三の丸）
旧橋は1932年（昭和7年）完成のトラス構造の鉄製の橋で1945年（昭和20年）8月の水戸大空襲にも耐え抜いたが、近年は老朽化が目立ち、また那珂川の堤防工事の障害となった。そこで旧橋の下流側隣りに現在の橋が架け替えられ、2013年（平成25年）10月31日に開通した[10][11]。

## 地理
水府橋〜終点・水戸駅北口前の区間は、水戸城跡の二の丸と三の丸の間の空堀を転用して道路を通している。那珂川より北部の水戸市水府町・ひたちなか市枝川では那珂川低地にあり、直線で見通しの良い平坦な道路である。

### 通過する自治体
- 茨城県
  - ひたちなか市 - 水戸市

### 交差する道路
- 国道6号水戸バイパス（ひたちなか市市毛 枝川立体交差点）
- 茨城県道63号水戸勝田那珂湊線（ひたちなか市枝川 卸売市場交差点）
- 茨城県道253号水戸枝川線（ひたちなか市枝川）
- 国道51号（水戸市三の丸一丁目 三の丸1丁目交差点）

### 沿線
- 青柳公園（水戸市水府町）
- 弘道館（水戸市三の丸）
- JR水戸駅（水戸市宮町）